# Zim and Co.
Zim and Co. è un film del 2005 diretto da Pierre Jolivet.
Venne presentato nella sezione Un Certain Regard del Festival di Cannes 2005.

## Trama
A causa di un incidente in moto, un giovane della periferia povera di Parigi deve trovarsi un lavoro stabile per evitare di essere mandato in prigione. Si metterà ancora di più nei guai cercando di farlo.

## Incasso
Girato con un budget di 3,7 milioni di dollari, il film ha incassato ai botteghini solamente 745.000 dollari.

## Riconoscimenti
- 2006 - Premi César
  - Candidatura al Premio César per la migliore promessa maschile a Adrien Jolivet